# Некропола са стећцима Бечани
Некропола са стећцима Бечани, општина Шековићи, налази се на листи 30 средњовековних некропола стећака које су 2016. године проглашене Светском баштином УНЕСЦО-а. На листи су 22 некрополе у Босни и Херцеговини, по 3 у Србији и Црној Гори, а 2 у Хрватској . 

## Локација
Село Бечани је од Шековића удаљено 3,52 км у правцу северозапада, на локалитету испод стиене, коју мештани називају Пола стијене, 665 м надморске висине.

## Историја
Подручје Шековића још од најстаријих времена било је насељено и културно и комуникацијски врло активно. О томе сведоче многобројни топоними, попут Kаштиеља (Kастел), Града, Градине или Црквина. На неким од њих су још увиек присутне јаке зидане структуре. Археолошка истраживања тих остатака до данашњих дана нису вршена тако да је услед недостатка научних података могуће констатовати само насељеност простора и значајну активност у прошлости, али не и временски конкретизовати одређена збивања и промене у њему нити одредити нека старија култна места.
Подручје ранофеудалних жупа Осат и Бирач (данашње опшине Сребреница, Власеница, Братунац, Шековићи и Kладањ) држала је већим делом српска великашка породица Треботића, која је истовремено давала и усорске војводе. Шире подручје босанског средњег Подриња, од времена бана Твртка убраја се у Усору. До споменуте интеграције дошло је тако што је један подрињски великашки род, стицајем разних околности постао наследни носилац титуле усорских војвода .
О јаком привредном и културном животу у Шековићима у периоду управе Османског Царства говоре топоними Варошиште, Табаци или Ханиште. У то време овим крајевима пролази важна комуникација која је повезивала долину реке Спрече преко Власенице са Сарајевом.

## Опис
Некропола са стећцима у Бечанима садржи 138 видљивих стећака, од чега 4 плоче, 15 сандука, 41 сљемењак, 77 стубова и 1 стећак недефинисаног облика јер је утонуо. На овом локалитету Шефик Бешлагић је евидентирао 179 стећака . Заступљена су четири основна облика стећака – плоче, сандуци, сљемењаци и стубови у облику усправне плоче (правоуглог паралелопипеда) која се према горе шири, чији је завршетак на две воде, са равним завршетком и лучно засвођен, затим стубови у облику усправног сандука (правоуглог паралелопипеда) који се према горе шири, чији је завршетак на две воде, са равним завршетком, лучно засвођен и са лучним избочењем на врху. На седам споменика евидентирани су пластични украси полумесеца, мача, розете и представе руке.
Поједини стећци су окрњени, оштећени, преврнути, делом или употпуности утонули у земљу. На стећцима се налазе биљни организми (лишајеви и маховина). Део стећака је обрастао трњем и утонуо.